# 練馬区立光が丘春の風小学校
練馬区立光が丘春の風小学校（ねりまくりつ ひかりがおか はるのかぜしょうがっこう）は東京都練馬区にある公立の小学校である。略称は春風小(はるかぜしょう)。校舎は旧練馬区立光が丘第四小学校のものを使用している。

## 概要
練馬区では少子化の影響により、国が定める1校当たり12〜18学級を維持することができている学校がないことを理由に、2008年から練馬区教育委員会指揮の下、小学校の統廃合が行われた。その結果、光が丘第三小学校と光が丘第四小学校の統合が行われ、光が丘第三小学校の管理は民間の事業者に委託し、光が丘第四小学校の校舎を光が丘春の風小学校として新たに使うことになった。両小学校は2010年3月末日で廃止し、同年4月に統合された。また、通学距離の問題から、本来、練馬区立光が丘四季の香小学校に通学するはずだった児童のうち、光が丘3丁目9番2号・3号に居住する児童のみ当小学校に入学することになった（ただし、新1年生のみ）。

## 沿革
- 2010年（平成22年）4月1日 - 「光が丘第三小学校」と「光が丘第四小学校」が統合し、「光が丘春の風小学校」開校。
- 2018年（平成30年）4月1日 - 特別支援教室「ひかりルーム」（拠点校）開設。
- 2020年（令和2年）10月31日 - 開校10周年記念式典挙行し、祝賀会開催。

## 校章
光が丘第三小学校と、光が丘第四小学校の校章でともに使われていた「光」のモチーフをそのまま残したものになっている。

## 主な行事予定
- 4月 - 始業式、入学式
- 5月 - 新体力テスト、音楽鑑賞会
- 6月 - 自転車免許教室（3年）
- 9月 - 運動会
- 10月 - 終業式、始業式
- 11月 - 開校記念日
- 12月 - 展覧会、合同球技大会（4組）
- 1月 - 校内書き初め展
- 3月 - 卒業式、終業式

## 学校周辺
- 練馬区立光が丘第二中学校
- 練馬区立光が丘第五保育園 - 敷地が隣接
- 練馬区立光が丘第四保育園
- 光が丘西大通り（練馬区道）
- 東京都道443号南田中町旭町線
- 春の風公園
- 光が丘警察署光が丘三丁目交番
- 総合教育センター光が丘分室
- 夏の雲公園
- アオバジャパンインターナショナルスクール光が丘キャンパス - 光が丘7丁目にある私立の幼小中高一貫校。

## 交通アクセス
- 都営大江戸線光が丘駅（A5出口）から、徒歩約625m・約10分。
- 西武バス「練高01」・「練高02」・「光31」の各系統で、
  - 「高松四丁目」バス停から、徒歩約470m・約7分。
  - 「光が丘二中前」バス停から、徒歩約505m・約8分。
  - 「光が丘団地」（「光31」のみ停車）バス停から、徒歩約440m・約7分。
- 東武東上本線成増駅・東京メトロ有楽町線・副都心線地下鉄成増駅から、上述の西武バスで、上述のバス停下車後、徒歩。ただし、「光31」系統は光が丘駅行のため、「光が丘団地」バス停のみ停車、逆方向の成増駅行は「地下鉄成増駅」バス停は停車しない。
- 西武池袋線練馬高野台駅から、上述の西武バス「練高01」・「練高02」の各系統で、上述のバス停下車後、徒歩。